# 奥德蕾·拉克鲁瓦
奥德蕾·拉克鲁瓦（Audrey Lacroix，1983年11月17日—）生于魁北克省朋鲁吉，是一名退役加拿大女子游泳运动员，主攻蝶泳和自由泳，毕业于蒙特利尔大学。她在5岁时开始练习游泳，当时她的游泳辅导员建议她加入一家游泳俱乐部从事竞技游泳。她在职业生涯期间曾参加2008年北京奥运、2012年伦敦奥运和2016年里约奥运，最佳名次是2008年北京奥运女子4×100米混合泳接力比赛的第7名。